# Nati nel 1906/Maggio
| Questa pagina contiene informazioni ricavate automaticamente dalle voci biografiche con l'ausilio del template Bio e di un bot. L'aggiornamento è periodico e automatico e ricostruisce completamente la pagina. Se manca una persona in questa lista, sei pregato di non aggiungerla, ma accertati piuttosto che la sua voce biografica contenga il template Bio e che i dati anagrafici siano correttamente compilati. Se il template Bio manca, inseriscilo tu stesso o, in alternativa, metti l'avviso {{tmp\|Bio}} che ne segnala la mancanza. Se i dati riportati sono sbagliati, correggi direttamente la voce biografica; le modifiche saranno visibili in questa lista entro pochi giorni. Per chiarimenti vedi il progetto biografie. La lista contiene solo le 127 persone che sono citate nell'enciclopedia e per le quali è stato implementato correttamente il template Bio. Pagina aggiornata al 2 ago 2025. |

- 1º maggio - Vittorio Enzo Alfieri, filosofo e antifascista italiano († 1997)
- 1º maggio - Jo e Anne Bakker, olandese († 1995)
- 1º maggio - Josephine Dunn, attrice statunitense († 1983)
- 1º maggio - Rose Hobart, attrice statunitense († 2000)
- 1º maggio - Mario Schisa, pianista e compositore italiano († 1980)
- 1º maggio - Horst Schumann, medico tedesco († 1983)
- 1º maggio - Karl Steinhuber, canoista austriaco († 2002)
- 1º maggio - Jurij Tolubeev, attore sovietico († 1979)
- 2 maggio - Wolfgang Abendroth, politologo e giurista tedesco († 1985)
- 2 maggio - Aldo Bedogni, calciatore italiano
- 2 maggio - Philippe Halsman, fotografo statunitense († 1979)
- 2 maggio - Aulikki Rautawaara, soprano finlandese († 1990)
- 2 maggio - Aileen Riggin, nuotatrice e tuffatrice statunitense († 2002)
- 2 maggio - Aleksandrs Varakājs, calciatore lettone († 1964)
- 3 maggio - Mary Astor, attrice statunitense († 1987)
- 3 maggio - Giuseppe Bertuzzi, calciatore italiano († 1976)
- 3 maggio - Lina Cecchini, politica e partigiana italiana († 1997)
- 3 maggio - René Huyghe, scrittore francese († 1997)
- 3 maggio - Ernesto Picchioni, serial killer italiano († 1967)
- 3 maggio - Emilio Rossi, calciatore italiano
- 3 maggio - Pierre Vilar, storico francese († 2003)
- 4 maggio - Gustav Bergmann, filosofo e matematico austriaco († 1987)
- 4 maggio - Gottardo Freschetti, scultore italiano († 1979)
- 4 maggio - Esmond Knight, attore britannico († 1987)
- 4 maggio - Enrico Minio, politico e partigiano italiano († 1973)
- 4 maggio - Antonio Caneda Rodríguez, politico spagnolo († 1937)
- 4 maggio - Arturs Timpers, calciatore lettone († 1960)
- 5 maggio - Charles Exbrayat, scrittore francese († 1989)
- 5 maggio - Frances Lee, attrice statunitense († 2000)
- 5 maggio - José Padrón, calciatore spagnolo († 1966)
- 5 maggio - Victoriano de Santos, calciatore e allenatore di calcio spagnolo († 1943)
- 6 maggio - Fritz Katzmann, militare tedesco († 1957)
- 6 maggio - Elio Libero Quintili, architetto e pittore italiano († 1988)
- 6 maggio - André Weil, matematico francese († 1998)
- 7 maggio - Jon Lormer, attore statunitense († 1986)
- 7 maggio - Irving Reis, regista, sceneggiatore e direttore della fotografia statunitense († 1953)
- 8 maggio - María Enriqueta Betnaza, poetessa argentina († 2005)
- 8 maggio - Tuvia Bielski, partigiano polacco († 1987)
- 8 maggio - Maurice Le Lannou, geografo francese († 1992)
- 8 maggio - Roberto Rossellini, regista, sceneggiatore e produttore cinematografico italiano († 1977)
- 9 maggio - Goliardo Gelardi, calciatore brasiliano († 1983)
- 9 maggio - Marino Gentile, filosofo e pedagogista italiano († 1991)
- 9 maggio - Neal Harris, cestista, allenatore di pallacanestro e giocatore di baseball statunitense († 1982)
- 9 maggio - Nicholas Mayall, astronomo statunitense († 1993)
- 10 maggio - Hobbes Dino Cecchini, commediografo, giornalista e regista italiano († 1986)
- 10 maggio - Dumitru Petrescu, generale e politico rumeno († 1969)
- 11 maggio - Jacqueline Cochran, aviatrice statunitense († 1980)
- 12 maggio - Harry Hodson, economista e giornalista britannico († 1999)
- 12 maggio - Gorilla Jones, pugile statunitense († 1982)
- 12 maggio - Mario Martinelli, politico italiano († 2001)
- 12 maggio - Aurel Milloss, danzatore e coreografo ungherese († 1988)
- 13 maggio - Salvador Amêndola, pallanuotista brasiliano († 1976)
- 13 maggio - Nils Tycho Norlindh, botanico e genetista svedese († 1995)
- 13 maggio - Edward Stevenson, costumista statunitense († 1968)
- 14 maggio - James Flavin, attore statunitense († 1976)
- 15 maggio - Alf Andersen, combinatista nordico e saltatore con gli sci norvegese († 1975)
- 15 maggio - Humberto Delgado, generale e politico portoghese († 1965)
- 15 maggio - Mariechen Wehselau, nuotatrice statunitense († 1992)
- 16 maggio - Nikolaj Nikolaevič Berezov, ballerino e coreografo russo († 1996)
- 16 maggio - Arturo Uslar Pietri, scrittore, politico e diplomatico venezuelano († 2001)
- 16 maggio - Margret Rey, scrittrice e illustratrice statunitense († 1996)
- 17 maggio - Philip Brownstein, allenatore di pallacanestro statunitense († 1999)
- 17 maggio - Horace McMahon, attore statunitense († 1971)
- 17 maggio - Zinka Milanov, soprano croato († 1989)
- 18 maggio - Venancio Bartibás, calciatore uruguaiano († 1977)
- 18 maggio - João Jurado, calciatore portoghese († 1974)
- 19 maggio - Bruce Bennett, attore e pesista statunitense († 2007)
- 19 maggio - Giola Gandini, pittrice italiana († 1941)
- 19 maggio - Franz Hradetzky, militare tedesco
- 19 maggio - Eros Lanfranco, partigiano italiano († 1944)
- 19 maggio - James MacDonald, doppiatore britannico († 1991)
- 19 maggio - Francesco Pepicelli, militare e partigiano italiano († 1944)
- 20 maggio - Ellen Auerbach, fotografa tedesca († 2004)
- 20 maggio - René Jayet, regista francese († 1953)
- 20 maggio - Giuseppe Siri, cardinale e arcivescovo cattolico italiano († 1989)
- 21 maggio - Nii Amaa Ollennu, politico ghanese († 1986)
- 21 maggio - Willy Ferrero, direttore d'orchestra italiano († 1954)
- 21 maggio - Sergej Apollinarievič Gerasimov, attore e regista sovietico († 1985)
- 21 maggio - Eve Greene, sceneggiatrice statunitense († 1997)
- 21 maggio - Lola Lane, attrice statunitense († 1981)
- 21 maggio - Romolo Maggi, fantino italiano († 1967)
- 21 maggio - Dorothy Tree, attrice e insegnante statunitense († 1992)
- 22 maggio - Augusto Campana, bibliotecario, filologo e storico italiano († 1995)
- 22 maggio - João De Oliveira, calciatore portoghese
- 22 maggio - Emilio Manazza, calciatore italiano († 1980)
- 22 maggio - Mariano da Torino, presbitero, conduttore radiofonico e conduttore televisivo italiano († 1972)
- 22 maggio - Luigi Perversi, calciatore italiano († 1991)
- 22 maggio - Togo Renan Soares, allenatore di pallacanestro brasiliano († 1992)
- 22 maggio - Cesare Toschi, militare e aviatore italiano († 1941)
- 22 maggio - Renzo Vestrini, canottiere e pittore italiano († 1976)
- 23 maggio - Helen Foster, attrice statunitense († 1982)
- 23 maggio - Hellmuth Christian Wolff, compositore e musicologo tedesco († 1988)
- 24 maggio - Italo Fratezzi, allenatore di calcio e calciatore brasiliano († 1980)
- 24 maggio - Harry Hammond Hess, geologo e ammiraglio statunitense († 1969)
- 24 maggio - Mario Segala, politico italiano († 1949)
- 25 maggio - Cele Abba, attrice italiana († 1992)
- 25 maggio - Martín Dihigo, giocatore di baseball cubano († 1971)
- 25 maggio - Pierre-Étienne Guyot, dirigente sportivo francese († 1985)
- 26 maggio - Dorothy Christy, attrice statunitense († 1977)
- 26 maggio - Clotardo Dendi, calciatore paraguaiano
- 26 maggio - Giacinto Giubasso, calciatore italiano († 1977)
- 26 maggio - Alfredo Pitto, calciatore italiano († 1976)
- 26 maggio - Mauri Rose, pilota automobilistico e ingegnere statunitense († 1981)
- 26 maggio - Márcio de Sousa Melo, generale e politico brasiliano († 1991)
- 27 maggio - Buddhadasa, monaco buddhista e attivista thailandese († 1993)
- 27 maggio - Harry Hibbs, allenatore di calcio e calciatore inglese († 1984)
- 27 maggio - Antonio Rosario Mennonna, vescovo cattolico italiano († 2009)
- 28 maggio - Wolf Albach-Retty, attore austriaco († 1967)
- 28 maggio - Amleto Cencioni, pittore, restauratore e decoratore italiano († 1994)
- 28 maggio - Silvio Griggio, dirigente sportivo e calciatore italiano († 1980)
- 28 maggio - Lee Hills, giornalista statunitense († 2000)
- 28 maggio - Elbira Zipitria, pedagoga spagnola († 1982)
- 29 maggio - Laura Carli, attrice e doppiatrice italiana († 2005)
- 29 maggio - Alexander De Svéd, baritono ungherese († 1979)
- 29 maggio - Josef Frühwirth, calciatore austriaco († 1944)
- 29 maggio - T. H. White, scrittore britannico († 1964)
- 30 maggio - Bud Foster, cestista e allenatore di pallacanestro statunitense († 1996)
- 30 maggio - Teodora di Grecia, principessa greca († 1969)
- 30 maggio - Bruno Gröning, mistico tedesco († 1959)
- 30 maggio - José Ponzinibio, calciatore argentino
- 30 maggio - Harry M. Rose, medico e microbiologo statunitense († 1986)
- 30 maggio - Rudolf Hasse, pilota automobilistico tedesco († 1942)
- 30 maggio - Raffaele Ranieri di Thurn und Taxis, nobile tedesco († 1993)
- 30 maggio - Pio Turroni, anarchico italiano († 1982)
- 31 maggio - Ennio Cervellati, partigiano e politico italiano († 1992)
- 31 maggio - Aase Holgersen, schermitrice danese
- 31 maggio - Luo Ruiqing, politico e generale cinese († 1978)